# Kerncentrale Bohunice
Kerncentrale Bohunice (Atómové elektrárne Bohunice (EBO)) in Jaslovské Bohunice is complex van commerciële kernenergiecentrales in Slowakije.
De centrale bestaat uit 2 eenheden (V1 en V2), met elk 2 reactoren. Van eenheid V1 is JAVYS de eigenaar en uitbater, van V2 Slovenské Elektrárne (SE). Deze vier drukwaterreactoren (PWR) zijn van het type VVER 440
Op 22 februari 1977 werd een oudere reactor A1 getroffen door een incident van de categorie INES-schaal niveau 4. Deze reactor is niet meer actief en wordt ontmanteld. De A1 reactor was van het type: Heavy Water Gas Cooled Reactor (HWGCR).
| Reactorblok                  | Reactortype         | Vermogen | Begin bouw | Inbedrijfsname | Stillegging |
| ---------------------------- | ------------------- | -------- | ---------- | -------------- | ----------- |
| Bohunice A1 - buiten werking | HWGCR - KS-150      | 93 MW    | 1958       | 1972           | 1977        |
| Bohunice V1                  |                     |          |            |                |             |
| Bohunice 1                   | PWR - VVER-440/V230 | 440 MW   | 1972       | 1978           | 2006        |
| Bohunice 2                   | PWR - VVER-440/V230 | 440 MW   | 1972       | 1980           | 2008        |
| Bohunice V2                  |                     |          |            |                |             |
| Bohunice 3                   | PWR - VVER-440/V213 | 505 MW   | 1976       | 1984           |             |
| Bohunice 4                   | PWR - VVER-440/V213 | 505 MW   | 1976       | 1985           |             |